# Rivaliteten mellan Chelsea FC och Leeds United FC

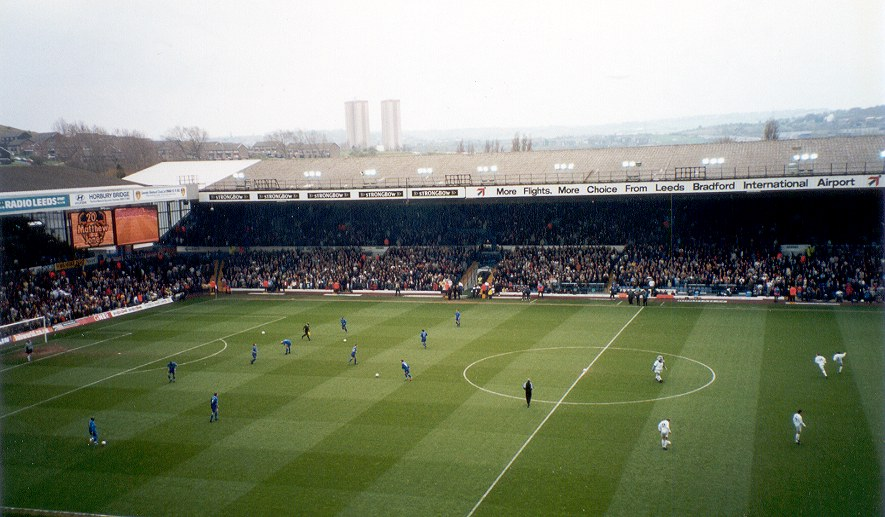
Match mellan Leeds United och Chelsea på Elland Road den 1 april 2000.

Rivaliteten mellan Chelsea FC och Leeds United FC är en fotbollsrelaterad rivalitet mellan klubbarna Chelsea och Leeds United. Rivaliteten uppstod under 1960-talet efter ett antal hårda matcher mellan lagen när båda lagen regelbundet möttes i viktiga liga- och cupmatcher som kulminerade i FA-cupfinalen 1970 – en match som anses vara en av de bästa men samtidigt hårdaste matcherna i engelsk fotbollshistoria. Den senaste matchen mellan lagen spelades den 5 december 2020 i Premier League, där Chelsea vann med 3-1.
Den upplevda kontrasten mellan klubbarna har varit bidragande till rivaliteten och beskrivs som "Yorkshires uthållighet mot Londons elegans".
Enligt en oberoende undersökning av rivaliteten inom engelsk fotboll anser Leeds supportrar att Chelsea är deras näst största rivaler (efter Manchester United) och i boken Official Chelsea Biography är Leeds angivna som en av Chelseas största rivaler.
Under en period var rivaliteten mellan klubbarna så intensiv att det gick långt utanför fotbollsarenorna.

## Ursprung
Rivalitet mellan London-baserade klubben Chelsea och Yorkshire-baserade Leeds United uppstod under 1960-talet efter ett antal hårda matcher mellan lagen. De båda lagen möttes då regelbundet i viktiga och kontroversiella liga- och cupmatcher som kulminerade i FA-cupfinalen 1970, vilket anses vara en av de bästa men samtidigt hårdaste matcherna i engelsk fotbollshistoria.
Den upplevda kontrasten mellan klubbarna har varit bidragande till rivaliteten och beskrivs som "Yorkshires uthållighet mot Londons elegans" (Yorkshire grit versus flash Cockney).
En oberoende undersökning av Football Fans Census inom engelsk fotboll uppgav att Leeds Uniteds supportrar ansåg att Chelsea var deras näst största rivaler efter Manchester United.. I boken Official Chelsea Biography är Leeds angivna som en av Chelseas största rivaler.
Under en period var rivaliteten mellan klubbarna så intensiv att det gick långt utanför fotbollsarenorna. Under 1970-talet när problemen med fotbollsvåld och huliganer var som värst var sammandrabbningarna mellan lagets supporterfirmor Leeds United Service Crew och Chelsea Headhunters bland de mest ökända. Våldet och problemen har dock avtagit i samband med den generella nedtrappningen av fotbollsvåld och huliganism, fiendskapen mellan lagens supportergrupper existerar dock än i dag.

## Historia

### Tidigt 1900-tal
Chelsea grundades 1905 och Leeds United 1919. Båda lagen pendlade mellan Division 1 och Division 2 under sina första år och utan att vinna några troféer av större betydelse fram till andra världskriget. De möttes första gången i en Division 2-match den 10 december 1927 på Elland Road, en match som Leeds vann med 5–0. Leeds vann även returmatchen samma säsong på Stamford Bridge med 3–2 och flyttades upp till Division 1 samma säsong. Säsongen 1951/1952 möttes de i femte omgången av FA-cupen i en match som krävde två omspel för att kora en vinnare; Chelsea vann den andra omspelsmatchen på Villa Park med 5-1. Totalt såg nästan 150 000 åskådare de tre matcherna som symboliserades av hårda och tuffa tacklingar.

### 1960-talet
Det var först under 1960-talet som rivaliteten skapades mellan klubbarna, då de nästan samtidigt etablerade sig i toppen av engelsk fotboll. Under ledning av Don Revie blev Leeds för första gången i klubbens historia ett framgångsrikt och betydande lag som utmanade om titlar på samtliga fronter, vilket kröntes med ligatiteln säsongen 1968/69. Chelsea hade under ledning av Tommy Docherty skapat ett slagkraftigt lag som var med och kämpade om mästerskapstitlar under 1960-talet. Under det kommande decenniet skulle de mötas i ett antal viktiga och prestigefyllda matcher. Chelseas målvakt Peter Bonetti uttryckte att rivaliteten skapades för att "Leeds hade ett rykte om sig att vara tuffa... [och] Vi kunde matcha dem i fysiskt spel då vi hade våra egna tuffa spelare... Vi var inte olika i vårat spelsätt." Tommy Baldwin sade "Det var alltid ett antal saker att ge igen från föregående matcher när vi mötte dem. Det urartade nästan alltid, och alla sparkade alla." Leeds mittback Norman Hunter minns att det var en "enorm rivalitet" mellan honom och Chelseas centerforward Peter Osgood". Det ryktades ofta om att Osgood var på första plats i Jack Charltons beryktade "svarta bok" av spelare som han skulle utkräva revansch på, trots att Charlton själv påstår att det var en annan, icke namngiven, Chelseaspelare.
Rivaliteten fick även bränsle av den traditionella rivaliteten mellan södra och norra England, och att klubbarna har markant skilda rykten och fotbollsfilosofier. Chelsea var associerat med fashionabla King's Road och celebriteter som Raquel Welch och Steve McQueen. Leeds upplevdes som ett cyniskt, om än spelskickligt, lag som vissa ansåg som "smutsiga". Damien Blake skrev i When Saturday Comes: "Chelsea var Beatles (attraktiva, välfriserade, fashionabla) mot Leeds Rolling Stones (snäsiga, våldsamma, sexiga, som går ut med Marianne Faithfull)." Enligt John King: "Leeds... porträtterades som tråkiga Yorkshiremän med ett rykte att spela fult... Chelsea, å andra sidan, var de vilda, modemedvetna pojkarna från London. Medan Leeds drack te och spelade kort var Chelsea ute, festade och jagade flickor [men] när det kom till en match mellan de två, då var det krig."
De möttes i FA-cupens fjärde omgång 1966 då 57 000 åskådare såg Chelsea vinna med 1–0 genom ett avgörande mål av Bobby Tambling, i en match där "det unga Chelsea-laget höll undan från en konstant Leeds-press." Rivaliteten ökade då de möttes en andra gång i FA-cupen året därpå, denna gång i semifinal på Villa Park. Chelsea vann återigen med 1–0. I en match med brutala tacklingar sparkade Leeds målvakt Gary Sprake Chelseas mittfältare John Boyle i ansiktet när de kämpade om en hög boll, något som fanns i åminnelse när lagen möttes tre år senare i FA-cupfinalen 1970. Ytterligare kontroverser under matchen var två sena "mål" från Leeds som dömdes bort av domaren, det första ett Terry Cooper-skott för offside och det andra efter ett frisparksmål från långt håll av Peter Lorimer, där domaren ansåg att frisparken lagts för tidigt. Det var delade meningar om offside-målet, men Chelseas tränare Docherty erkände efteråt att han inte skulle ha klagat om det andra målet (frisparken) hade godkänts. Sex månader senare fick Leeds revansch då de besegrade tränarlösa Chelsea (Docherty hade sagt upp sig dagen innan) med 7–0 på Elland Road, deras största vinst någonsin mot Chelsea.

### 1970-talet
Klubbarna möttes hela sex gånger under säsongen 1969/70. Leeds vann båda ligamatcherna, 2–0 på Elland Road och 5–2 på Stamford Bridge. Matchen på Elland Road den 20 september 1969 fortsatte i samma spår som tidigare möten. Under matchen blev Allan Clarke, Jack Charlton, David Webb, Peter Houseman, Ron Harris och Alan Birchenall skadade, vilket gjorde att de missade efterföljande matcher. Chelsea fick revansch då de slog ut Leeds ur Ligacupen efter omspel.
Lagen möttes i FA-cupfinalen 1970, och det blev matchen som definitivt grundlade rivaliteten. Den första matchen spelades på Wembley den 11 april, vilket var ungefär en månad tidigare än normalt för en FA-cupfinal på grund av engelska fotbollsförbundets önskan att ge engelska landslaget, de regerande världsmästarna, tillräckligt med tid för att acklimatisera sig för Fotbolls-VM 1970 i höghöjdslandet Mexiko, där de skulle försvara sitt mästerskap. Spelet påverkades av en dålig plan då en hästhoppningstävling hade gått på planen en vecka innan finalen. Det var en match där Leeds generellt anses ha varit det klart bättre laget, bättre organiserade som lag, och där speciellt vänsteryttern Eddie Gray gav David Webb och Chelsea-försvaret stora problem. Leeds tog ledningen efter 20 minuter på en nick efter hörna från Jack Charlton där Chelseas Eddie McCreadie missade sin rensning på mållinjen och bollen i stället rullade i mål. Mot slutet av första halvlek kvitterade Chelsea på ett lågt skott från 20 meter som Leeds målvakt Gary Sprake såg ut att ha full kontroll på, men där bollen gled under honom och i mål. Leeds såg ut att ha säkrat segern sex minuter från slutet då Allan Clarke nickade i stolpen och Mick Jones var den första att reagera och slå returen i mål, men enbart två minuter senare nickade Ian Hutchinson in kvitteringen på ett inlägg från John Hollins för att ta matchen till omspel. Det var den första FA-cupfinalen som krävt omspel sedan 1912.
Omspelet på Old Trafford, med över 28 miljoner TV-tittare, ett rekord för FA-cupfinaler, blev en mycket uppmärksammad match inom engelsk fotboll. En nutida domare, David Elleray, studerade en repris av matchen flera år senare och enligt hans åsikt skulle matchen med nutida bedömning ha resulterat i totalt sex utvisningar och 20 gula kort.
I början av matchen träffade Ron Harris Eddie Gray med en spark på baksidan av knät, en spark som i stort sett gjorde att Gray blev oförmögen att röra sig. Jack Charlton knäade och skallade Peter Osgood och Chelseas målvakt Peter Bonetti blev skadad efter att ha tryckts in i nätet av Leeds anfallare Mick Jones. Norman Hunter och Ian Hutchinson utväxlade slag medan Eddie McCreadie och John Giles hade utfall mot sina motståndare.
Leeds var än en gång det bättre laget, de var snabbare på bollen, täckte bättre och med ett bättre och precisare passningsspel. Laget tog också ledningen då Clarke drev bollen över mittplan förbi tre man och spelade fram bollen till Jones som sköt den mot bortre burgaveln förbi Bonetti och i mål från cirka 20 meter. Chelseas kvittering kom tolv minuter före slutet efter ett flygande anfall där Osgood gjorde mål på en flygande nick efter inlägg av Charlie Cooke. Charlton skulle ha markerat Osgood, men hade tappat markering då han i stället var i färd med att ge igen efter att ha fått en förlamande spark av Hutchinson i Chelseas straffområde minuten innan. Genom målet blev Osgood den sista spelaren till dags dato att ha gjort mål i varje omgång av FA-cupen. Vid ställningen 1-1 i förlängningen missade nästan samtliga spelare i straffområdet ett långt inkast från Hutchinson, men Charlton snuddade bollen med huvudet och bollen gick i en båge mot bortre stolpen där Webb ostört kunde styra bollen i mål. Det var första gången som Chelsea var i ledningen i finalen och de höll ledningen till slutsignalen för att slutligen vinna sin första FA-cup.
Leeds Jack Charlton var så upprörd över förlusten att han lämnade planen utan att hämta sin silvermedalj. Han förklarade senare: "Det var inte att vi förlorade, det var för att vi förlorade mot Chelsea, våra bittraste rivaler under en femårsperiod."
Matchen anses som en av de bästa FA-cupfinaler som spelats.

### 1980-talet fram till i dag
Mot slutet av 1970-talet tappade båda klubbarna i spelstyrka och fick finna sig i spel i Division 2. Chelsea blev nedflyttade 1975 och en andra gång 1979. Leeds flyttades ned 1982 och lyckades inte ta sig upp i Division 1 under en period av åtta år.
Då de inte längre kämpade om troféer, men om uppflyttning, så spreds rivaliteten ofta utanför planen i form av huliganism. När lagen möttes i Division 2 säsongen 1982/83, för första gången på fyra år, så greps 153 huliganer från båda sidor i samband med bråk vid Piccadilly Circus tunnelbanestation efter att 60 personer gripits inne i arenan under matchen. I april 1984, när Chelsea slog Leeds med 5–0 och vann uppflyttning till Division 1, invaderade Chelseas supportrar planen flera gånger och Leeds supportrar förstörde resultattavlan på Stamford Bridge. Slagsmål mellan lagens supportrar resulterade i 41 arresteringar. Inför matchen Chelsea-Leeds 2002 vädjade dåtida Leeds-tränaren David O'Leary till supportrarna att besinna sig efter åskådarbråk vid tidigare matcher.
Striktare polisövervakning och introducering av övervakningskameror och att det sedan 1990-talet enbart finns sittplatser har lett till en reducering av bråk vid matcherna.
Klubbarna har enbart mötts en gång sedan Leeds blev nedflyttade från Premier League säsongen 2003/04, senast de möttes var den 19 december 2012, en match i Ligacupen som Chelsea vann med 5-1.
Fiendskapen mellan klubbarna tog sig ytterligare uttryck när Leeds övertogs av den före detta Chelsea-ordföranden Ken Bates och utnämningen av förre Chelsea-lagkaptenen Dennis Wise som tränare 2006, som resulterade i ropen "Ut med Chelsea från Leeds" bland lagets supportrar. Gus Poyet, en annan före detta Chelsea-spelare som var assisterande tränare under Wise i Leeds, kommenterade senare "Supportrarna ville inte ha oss där på grund av rivaliteten mot Chelsea."